# Robert Riedl (Autor)
Robert Riedl (* 1972 in Wagna) ist ein österreichischer Schriftsteller und Psychotherapeut.

## Leben
Robert Riedl besuchte die Höhere technische Bundeslehr- und Versuchsanstalt Graz-Gösting. Nach dem Zivildienst studierte er Pädagogik, Philosophie und Germanistik in Graz, teilweise auch in Wien, Bremen und Maynooth. 1998 wurde er Magister der Philosophie mit der Diplomarbeit "Wer ist also heute noch Aufklärer?". Seit 1994 verfasst er Prosa, Theaterstücke, Lyrik und Essays aber auch Kinder- und Jugendliteratur. Riedl arbeitet als Psychotherapeut (Systemische Therapie) in eigener Praxis in Graz. Er betreibt die YouTube-Kanäle Psychotherapie bewegt und Die Blaue Bibliothek.
Sein kreatives Schaffen umfasst neben literarischen Werken auch Filme und Musik (Künstlername: State of the Art). Interdisziplinäre Kunstprojekte realisierte er etwa in der Ausstellung Meine Liste der letzten Dinge, in der er die fiktive Künstlerin Sarah Kern auftreten ließ (Steirischer Herbst 2014), oder im Filmprojekt bzw. in der Kunstinstallation Kunst kommt von Krise, wo er seinen therapeutischen Prozess bei vier Psychotherapeuten dokumentierte. In seinen belletristischen Werken lässt der Autor sogenannte Heteronyme auftreten: fiktive Persönlichkeiten, denen er eine eigene Biografie gibt (wie Robert und Franz Zivkovic, Leon de Sommer oder Gabriel Gracíano Moralès). Riedl verfasst zudem psychotherapeutische Sach- und Arbeitsbücher.

## Auszeichnungen
- 2005: 2. Platz des Literaturpreises der Akademie Graz für die Erzählung "Kaum größer als die Welt"
- 2006: 3. Platz des Literaturpreises der Akademie Graz für die Erzählung "Anamnese"

## Veröffentlichte Werke

### Belletristik
- Zum Abschied vom Vater. Die gefälschten Tagebücher des Robert Zivkovic. Tagebuchroman, 1999, ISBN 978-3-854890-24-9
- Landkarte des Glücks. Autobiografischer Reiseroman von Leon de Sommer. Kurzroman, 2019, ISBN 978-3-748524-55-7
- Von der Kunst die Gestalt des Herzens zu lesen. Ein Geständnis von Gabriel Gracíano Moralès. Roman, 2019, ISBN 978-3-748524-90-8

### Theaterstücke
- Das dreiunddreißigste Jahr. Ein Stück Leben, uraufgeführt im Rahmenprogramm des Ingeborg-Bachmann-Preises 2006[20][21]; Premiere im Grazer Literaturhaus, 2007[22][23]; Premiere (Al 33-lea an de Robert Riedl) im Teatrul de Nord, Satu Mare (Rumänien), 2007[24]; Premiere ("The thirty-third Year. A play of life" – englische Übersetzung: Wolfgang Wendlinger) am Experimental Theater in New York, 2008[25]
- Selbstmord durch Zufall oder Das gute Leben der Friederike Leber. Drama für fünf Schauspielerinnen (frei zur Uraufführung), Hartmann & Stauffacher Verlag[26]

### Fachbücher
- Am Anfang aller Weisheit. Oder warum Bildung uns glücklicher macht (und weswegen Wissen unglücklich macht). Sachbuch, 2020, ISBN 978-3-750240-61-2
- Das Fortuna-Programm. Anti-Depressions-Training. Arbeitsbuch, 2020, ISBN 978-3-750273-13-9
- Das Morpheus-Programm. Anti-Depressions-Training. Arbeitsbuch, 2020, ISBN 978-3-750273-69-6
- Das Kerberos-Programm. Angst-Therapie-Kurs. Arbeitsbuch", 2020, ISBN 978-3-752945-21-8
- Der Liebesschlüssel. Ein Ritual zur Erneuerung unserer Beziehung (Fünf-Schritte-Anleitung). Arbeitsbuch für Paare, 2020, Einband – ISBN 978-3753103-48-8, Taschenbuch – ISBN 978-3753101-99-6
- 60 Minuten der Veränderung (Therapie für Zuhause). Arbeitsbücher, 9 Bände, 2020, ISBN 978-3750273-00-9, ISBN 978-3750270-61-9, ISBN 978-3750271-52-4, ISBN 978-3750266-64-3, ISBN 978-3750265-60-8, ISBN 978-3750267-35-0, ISBN 978-3750266-73-5, ISBN 978-3750266-98-8, ISBN 978-3750277-85-4

## Literarische Publikationen
- Der wunderbare Plan des Richard O'Bagbun. Ein irisches Reiseerlebnis, Kurzgeschichte, 2019, ISBN 978-3748507-46-8
- Vor den Schmetterlingen. S 161–186. In: 17 Jahre ohne Sex. Geschichten aus einem Wiener Stundenhotel. Salomon, Bernhard (Hrsg.). edition a, Wien 2005.
- Bestseller und Ohrwürmer. Kurzessay. S 30–32. In: TON_SATZ. Schnittstellen zwischen Literatur und Musik. Brunner, Helwig und Wiesenhofer, Christine (Hrsg.). Steirische Verlagsgesellschaft, Graz 2005 (= Edition Literatur).
- Bestseller und Ohrwürmer. Kurzessay. S 89f. In: Lichtungen. Zeitschrift für Literatur, Kunst und Zeitkritik. 104/XXVI. Jg./2005.
- Smalltalk. Kurzhörspiel. S 71–78. In: TON_SATZ. Schnittstellen zwischen Literatur und Musik. Brunner, Helwig und Wiesenhofer, Christine (Hrsg.). Steirische Verlagsgesellschaft, Graz 2005 (= Edition Literatur).
- Smalltalk. Kurzhörspiel. S 92–95. In: Lichtungen. Zeitschrift für Literatur, Kunst und Zeitkritik. 104/XXVI. Jg./2005.
- 13. Juli 2003. Kurzessay. S 95–98. In: Grazer Tagebuch. Die Stadt im Spiegel ihrer Literaten. Wiesenhofer, Christine (Hrsg.). Steirische Verlagsgesellschaft, Graz 2004 (= Edition Literatur).
- 13. Juli 2003. Grazer Tagebuch. S 34. In: Kronenzeitung vom 13. Juli 2003.
- Das himmlische Spiel. Erzählung. S 22–27. In: Lichtungen. Zeitschrift für Literatur, Kunst und Zeitkritik. 101/XXVI. Jg./2005.
- Ein besonderer Tag. Prosa. S 53–55. In: Elf. Jahrbuch für Literatur. Teissl, Christian (Hrsg.). Kitab Verlag, Klagenfurt/Wien 2003.
- Weder Liebe noch Selbstmord. Kurzprosa. S 10. In: 11. Zeitschrift für Literatur und Kultur. Nr. 4/5 2000
- Offener Brief an eine Nicht-Leserin. Kurzessay. S 4f. In: 11. Zeitschrift für Literatur und Kultur. Nr. 1/2000.
- Zum Abschied vom Vater. Romanauszug. S 16–21. In: Lichtungen. Zeitschrift für Literatur, Kunst und Zeitkritik. 79/XX. Jg./ ́99.
- Fünfte Jahreszeiten. Fünf Gedichte. S 18–25. In: Tinctur. Zeitschrift für Literatur und Kunst. Nr. 9/1999.
- Rückenansicht einer Stadt. Kurzprosa. S 39–46. In: Tinctur. Zeitschrift für Literatur und Kunst. Nr. 8/1998.
- Hommage an einen Grazer Literaten. S 15–23. In: Dilämmer. Gewitter-Sondernummer 2a/96 (unter den Heteronymen Eugen Braue, Iris Retine und Graf Litera veröffentlicht)
- Loslösung. Kurzprosa. S 13. In: Tinctur. Zeitschrift für Literatur und Kunst. Nr. 4/1995 (unter dem Heteronym Eugen Braue)